# Stalída
Stalída (Grieks: Σταλίδα, voorheen, Grieks: Σταλίς, Stalís) is een dorpje tussen Malia en Chersonissos aan de noordkust van het eiland Kreta, Griekenland. Het is een levendig dorpje, met vele toeristen vanuit heel Europa. Stalida ligt 30 km van luchthaven Iraklion in Iraklion. 